# Орав, Мария
Мария Орав (эст. Maria Orav; 23 декабря 1911, Пикелиай, Тельшевский уезд, Ковенская губерния, Российская империя — 4 января 1994, Таллин) — эстонская шахматистка, двукратная чемпионка Эстонии по шахматам.

## Биография
В 1929 году окончила гимназию в Тарту. Одна из первых серьезных шахматисток в Эстонии. В 1937 году победила на первом женском чемпионате Таллина. Первая из эстонских шахматисток, которая приняла участие в международном турнире в 1938 году. В 1945 году проиграла матч Сальме Роотаре за звание чемпионки Эстонии - 6½:7½. В чемпионатах Эстонии по шахматам завоевала 2 золотые (1952, 1959), 5 серебряных (1945, 1948, 1954, 1958, 1960) и 3 бронзовые медали (1950, 1956, 1957).
Играла в составе сборной Эстонии на соревнованиях 2-й Спартакиады народов СССР по шахматам в 1959 году. До конца жизни принимала участие в шахматных турнирах.
Работала в пищевой промышленности.